# 莊太量
莊太量，MH，香港中文大學經濟系副教授、劉佐德全球經濟及金融研究所常務所長、新亞書院副院長及環球經濟與金融跨學科主修課程聯席主任。

## 背景
莊太量中國福建出生，五歲移民香港；早年就讀聖公會聖匠小學，後入讀中華基督教會扶輪職業先修學校，1986年於該校中五畢業後轉往中華基督教會基協中學入讀預科，並於1987年報考香港高等程度會考。1991年獲香港中文大學經濟學社會科學學士，1995年獲美國羅徹斯特大學經濟學哲學博士。莊太量現為香港中文大學經濟學系副教授，劉佐德全球經濟及金融研究所常務所長及環球經濟與金融跨學科主修課程聯席主任，2013-2016年兼任南京大學思源講座教授，2016-2021年兼任新亞書院輔導長。莊太量的專業研究範疇為計量財務學。他是全球首百分之五經濟學家 (RePEc)， 傑出作品量為全球首百分之一，2000年-2005年於全球理論計量經濟學排名37，著有《人生煉金術的7大抉擇》一書及700餘篇論文發表於國際學術期刊以及中港報章。此外，他與中港政府官員和商界領袖經常交流經濟意見，並出任多項公職。

## 曾任公職
- 世界銀行及聯合國世界綠色組織項目顧問
- 香港特別行政區政府中央政策組非全職顧問
- 標準工時委員會委員
- 交通諮詢委員會委員
- 土地及建設諮詢委員會委員
- 紀律人員薪俸及服務條件常務委員會
- 中小企業發展支援基金
- 發展品牌、升級轉型及拓展內銷市場的專項基金評審委員會委員
- 康樂園國際學校校董

## 現為
- 香港特別行政區政府電訊（競爭條文）上訴委員會成員
- 香港總商會經濟政策委員會委員
- 香港學術及職業資歷評審局專家小組委員
- 香港賽馬會會員
- 亞太研究所金融市場研究計劃主任
- 多份國際期刊的編輯委員

## 外部連結
- 莊太量的Facebook專頁
- Prof. Terence Chong: Executive Director, Lau Chor Tak Institute of Global Economics and Finance and Associate Professor of Economics, CUHK
- 莊太量個人網誌（页面存档备份，存于）